# Kilbehenny
Kilbehenny (inaczej Kilbeheny, irl. Coill Bheithne) – wieś w Irlandii w hrabstwie Limerick. Leży przy granicy hrabstwa Cork oraz w odległości 2 km od hrabstwa Tipperary.
W 2011 roku liczba ludności wynosiła 253 osoby.
Kilbehenny jest miejscem urodzenia sławnego irlandzkiego matematyka - Johna Caseya.